# NGC 1357

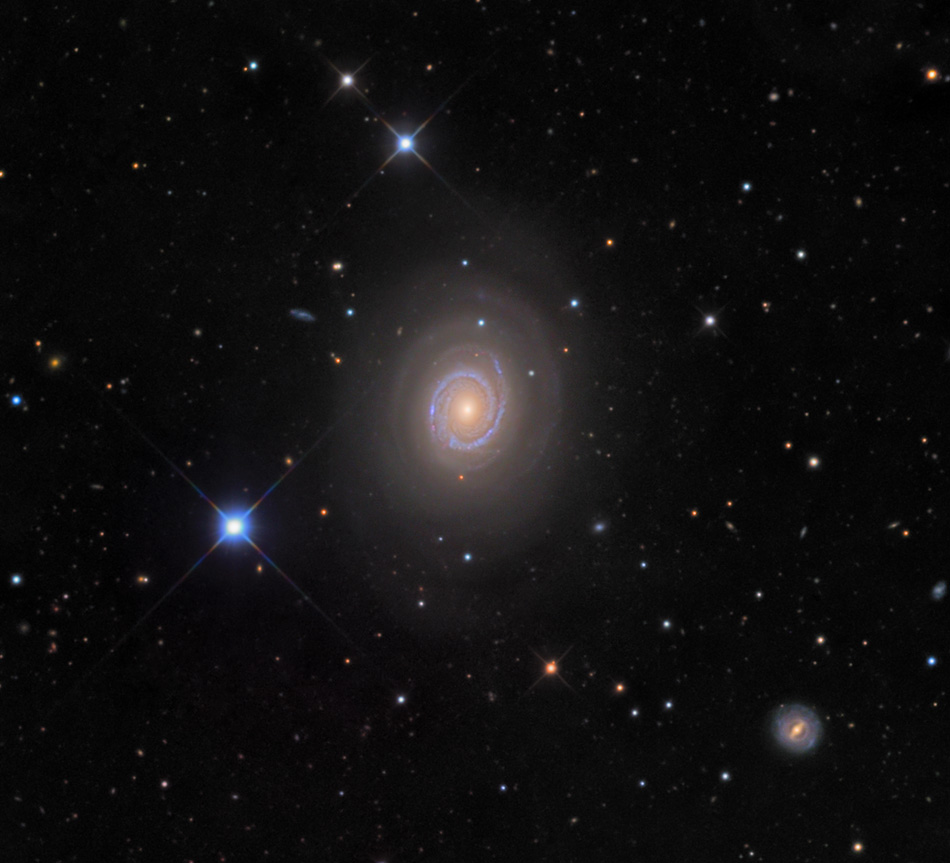
NGC 1357 par Adam Block (Mount Lemmon SkyCenter/University of Arizon).

NGC 1357 est une galaxie spirale située dans la constellation de l'Éridan. NGC 1357 a été découverte par l'astronome germano-britannique William Herschel en 1785.

## Caractéristiques
Sa vitesse par rapport au fond diffus cosmologique est de 1 857 ± 15 km/s, ce qui correspond à une distance de Hubble de 27,4 ± 1,9 Mpc (∼89,4 millions d'al).
À ce jour, six mesures non basées sur le décalage vers le rouge (redshift) donnent une distance de 27,450 ± 2,354 Mpc (∼89,5 millions d'al), ce qui est à l'intérieur des valeurs de la distance de Hubble.
La classe de luminosité de NGC 1357 est I-II et elle présente une large raie HI.